# Varuhi galaksije: 3. dejanje
Varuhi galaksije: 3. dejanje je ameriški superjunaški film iz leta 2023, ki temelji na istoimenski ekipi superjunakov iz Marvelovih stripov. Je nadaljevanje filmov Varuhi galaksije (2014) in Varuhi galaksije: 2. dejanje (2017). Režiral ga je James Gunn, ki je tudi napisal scenarij, v filmu pa igrajo Chris Pratt, Zoe Saldaña, Dave Bautista, Karen Gillan, Pom Klementieff, Vin Diesel, Bradley Cooper, Will Poulter, Sean Gunn, Chukwudi Iwuji, Linda Cardellini, Nathan Fillion in Sylvester Stallone. V filmu se Varuhi trudijo rešiti Rocketa pred njegovim stvarnikom, Visokim evolucijskim znanstvenikom, ki poskuša izkoreniniti vesolje. 
Gunn je naredil prvotne načrte za tretji in zadnji film Varuhi galaksije že novembra 2014, svojo vrnitev k pisanju scenarijev in režiji pa je napovedal aprila 2017 pred izidom 2. dela. 3. del raziskuje zgodbo o izvoru Rocketa, s katerim se Gunn osebno identificira. Disney je Gunna julija 2018, potem ko so se ponovno pojavile kontroverzne pripombe, ki jih je izrekel na Twitterju, odpustil iz 3. dela. Gunn je prejel podporo več članov igralske zasedbe, studio pa je do oktobra istega leta spremenil načrte. Marca 2019 se je vrnil, delo na filmu pa je ponovno začel po končanem filmu Odred samomorov (2021) in prvi sezoni njegove spin-off serije Peacemaker (2022) za DC Films. Novi člani igralske zasedbe, vključno z Iwujijem in Poulterjem, so se pridružili do začetka snemanja, ki je potekalo v studiih Trilith v Atlanti v Georgii od novembra 2021 do maja 2022.
Varuhi galaksije 3. dejanje je bil premierno predvajan v Disneylandu v Parizu 22. aprila 2023, v Združenih državah Amerike pa je bil izdan 5. maja kot del pete faze MCU. Tako kot njegovi predhodniki je bil tudi film kritičarski in komercialni uspeh, mnogi pa so ga ocenili kot zadovoljiv zaključek trilogije. Po vsem svetu je zaslužil več kot 845,6 milijona dolarjev in postal četrti najuspešnejši film leta 2023. Na 96. podelitvi oskarjev je bil film nominiran za oskarja za najboljše vizualne učinke.

## Vloge
- Chris Pratt – Peter Quill (Star-Lord)
- Zoe Saldaña – Gamora
- Dave Bautista – Drax
- Karen Gillan – Nebula
- Pom Klementieff – Mantis
- Vin Diesel – Groot
- Bradley Cooper – Rocket Ragun
- Will Poulter – Adam Warlock
- Sean Gunn – Kraglin
- Chukwudi Iwuji – High Evolutionary
- Linda Cardellini – Lylla
- Nathan Fillion – Master Karja
- Sylvester Stallone – Stakar Oggord